# Epilampra burmeisteri
Epilampra burmeisteri är en kackerlacksart som först beskrevs av Félix Édouard Guérin-Méneville 1857.  Epilampra burmeisteri ingår i släktet Epilampra och familjen jättekackerlackor.
Artens utbredningsområde är Kuba. Inga underarter finns listade i Catalogue of Life.